# Kathedrale von Salta

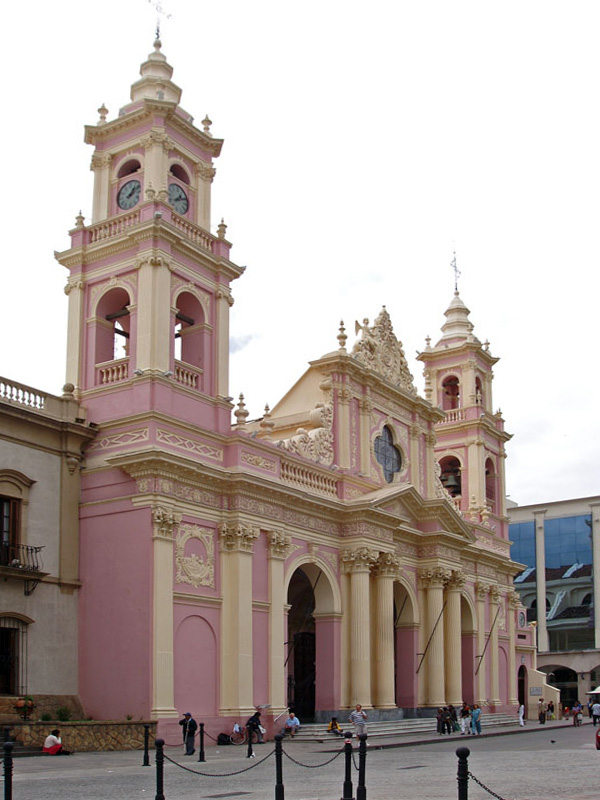
Fassade der Kathedrale

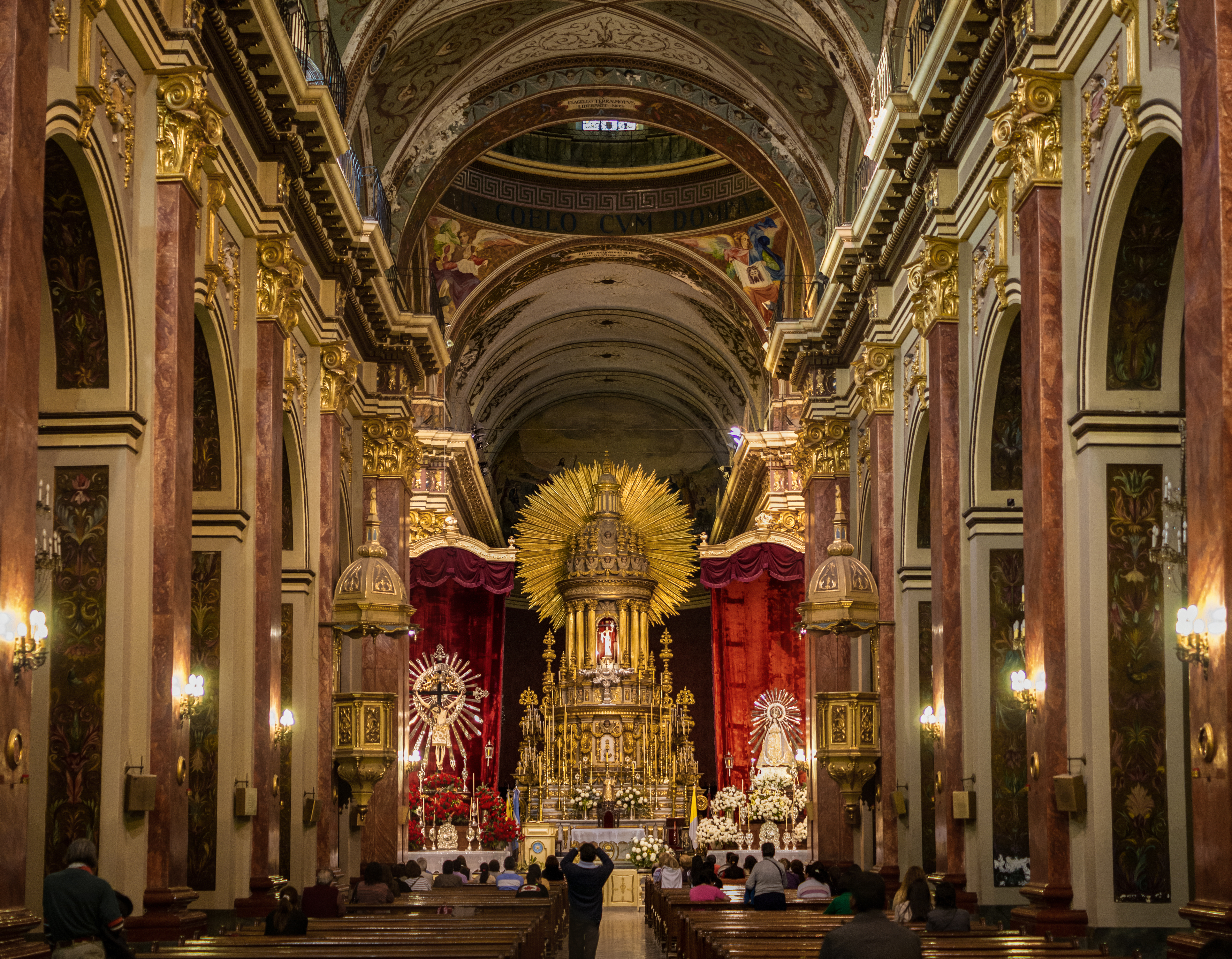
Langhaus, Vierung und Apsis

Die Kathedrale von Salta (spanisch Catedral Santuario Nuestro Señor y la Virgen del Milagro) ist eine römisch-katholische Kirche in Salta, Argentinien. Die Kathedrale ist die Bischofskirche des Erzbistums Salta und als Wallfahrtskirche ein Heiligtum der wundertätigen Bilder von Salta. Der imposante Kirchenbau stammt aus der zweiten Hälfte des 19. Jahrhunderts; das reich verzierte Gebäude steht seit 1941 als nationales historisches Monument unter Denkmalschutz und trägt den kirchlichen Titel einer Basilica minor.

## Lage
Die ungefähr 600.000 Einwohner zählende Großstadt Salta liegt knapp 1500 km (Fahrtstrecke) nordwestlich von Buenos Aires in einer Höhe von ca. 1150 m. Die Kathedrale liegt im Stadtzentrum gegenüber der Plaza 9 de Julio.

## Geschichte
Die wundertätigen Bilder von Salta, ein lebensgroßer Gekreuzigter aus dem 16. Jahrhundert und ein Bild der Unbefleckten Empfängnis aus dem 17. Jahrhundert, sollen die Stadt am 13. September 1692 vor den schlimmsten Folgen eines schweren Erdbebens bewahrt haben und werden seither in der Bischofskirche verehrt. Der Vorgängerbau des heutigen Doms wurde jedoch bei einem erneuten Erdbeben im Jahr 1856 zerstört. Die Arbeiten für den Neubau begannen zwei Jahre später unter Bischof José Eusebio Colombres. Die Pläne wurden vom Architekten Philip Bertres entworfen. Nach zwanzig Jahren Bauzeit erfolgte die Weihe und Eröffnung der neuen Kathedrale. Bis 1882 wurden die fehlende Fassade sowie die Türme und Glocken mit Hilfe italienischer, brasilianischer und bolivianischer Künstler ergänzt.
Der Dom dient auch als Pantheon für die Helden der Nordarmee der Vereinigten Provinzen des Río de la Plata im Südamerikanischen Unabhängigkeitskrieg gegen die spanientreuen Royalisten zwischen 1810 und 1820. Dazu gehören die sterblichen Überreste des Revolutionsgenerals und ersten Provinzgouverneurs der Provinz Salta, Martín Miguel de Güemes, und seiner Frau sowie der Unabhängigkeitshelden Rudecindo Alvarado und Juan Antonio Álvarez de Arenales.

## Architektur
Das Kirchengebäude bildet zusammen mit dem Erzbischöflichen Palast ein neobarockes bzw. klassizistisches (vgl. Klassizistischer Barock) Ensemble. Die von zwei Glockentürmen (campanarios) gerahmte Portikusfassade ist dreiportalig und wird von einem reich verzierten Giebelfeld bekrönt. Der darunter befindliche Vierpass ist Teil der Belichtung des dreischiffigen, von mächtigen Pfeilern getragenen und stichkappengewölbten Langhauses, dessen Vierung von einer laternenbekrönten Kuppel über einem durchfensterten Tambour überhöht wird. Ein mehrjochiger Chorbereich mit einer halbrunden Apsis bilden den Abschluss. Tageslicht scheint durch die Fenster der beiden Seitengänge, die mit Glasmalereien versehen sind.

## Ausstattung
Der Hauptaltar stammt von dem 1856 als Missionar nach Salta gekommenen italienischen Franziskanermönch Fray Luis Giorgi (1824–1884), der als Bildhauer und Architekt in der Stadt und Provinz Salta wirkte und auch die Seitenaltäre der wundertätigen Bilder und das Mausoleum für General Güemes schuf.

## Museum
Hinter der Kathedrale befindet sich das Dommuseum in der Calle Belgrano. Es zeigt verschiedene Gemälde von italienischen Malern, aus Spanien, Hochperu und Salta des 18. und 19. Jahrhunderts. Dazu kommen Werke von Mestizen aus verschiedenen Werkstoffen wie auch Schmuck, Möbel und Kleidung.

## Patronatsfest
Das Patronatsfest der wundertätigen Bilder von Salta ist ein jährliches Ereignis von hoher regionaler und nationaler Bedeutung, an dem regelmäßig mehr als 800.000 Menschen teilnehmen und das häufig von hohen Vertretern des argentinischen Staates besucht wird. Die Feierlichkeiten, neben der Wallfahrt zur Basilika von Luján der bedeutendste Ausdruck argentinischer Volksfrömmigkeit, finden in der Woche vor dem Fest der Kreuzerhöhung und dem Gedächtnis der Schmerzen Mariens am 14. und 15. September statt und beginnen mit einer Novene ab dem 6. September. Höhepunkt sind die feierlichen Prozessionen am 15. September, bei denen das auf rätselhaften Wegen aus Spanien nach Südamerika gekommene und 1592 in Salta eingetroffene Christusbild und die 1902 gekrönte Wundermadonna (Virgen del Milagro) mitgeführt werden.